# Чемпіонат Європи з хокею із шайбою 1914
Чемпіонат Європи з хокею із шайбою 1914 — 5-й чемпіонат Європи з хокею із шайбою, який проходив у Німеччині з 25 по 27 лютого 1914 року. Матчі проходили у Берліні.

## Результати
25 лютого
| Команда #1 | Результат | Команда #2 |
| ---------- | --------- | ---------- |
| Богемія    | 9:1       | Бельгія    |

26 лютого
| Команда #1 | Результат | Команда #2 |
| ---------- | --------- | ---------- |
| Німеччина  | 4:1       | Бельгія    |

27 лютого
| Команда #1 | Результат | Команда #2 |
| ---------- | --------- | ---------- |
| Німеччина  | 0:2       | Богемія    |

## Підсумкова таблиця

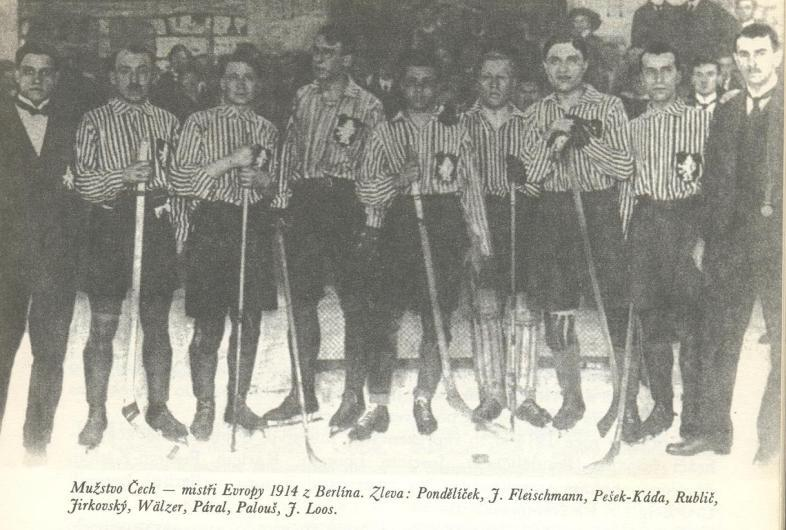
Дворазові чемпіони Європи збірна Богемії

|           | М | В | Н | П | Ш    | Очк |
| --------- | - | - | - | - | ---- | --- |
| Богемія   | 2 | 2 | 0 | 0 | 11:1 | 4   |
| Німеччина | 2 | 1 | 0 | 1 | 4:3  | 2   |
| Бельгія   | 2 | 0 | 0 | 2 | 2:13 | 0   |

## Найкращий бомбардир
Ярослав Їрковський (Богемія) — 7 голів.
| Чемпіон Європи 1914 Богемія Другий титул |